# Filmografia della Triangle Film Corporation

## Filmografia

### 1916
- The Desert (1916)
- Rough Knight (1916)
- Pathways of Life, regia di Christy Cabanne - cortometraggio (1916)
- The Primal Lure, regia di William S. Hart (1916)
- The Mystery of the Leaping Fish, regia di John Emerson (1916)
- Laundry Liz - cortometraggio (1916)
- Skirts - cortometraggio (1916)
- Our American Boys in the European War - documentario (1916)
- Intolerance: Love's Struggle Throughout the Ages, regia di David Wark Griffith (1916)
- The French Milliner, regia di Edward Dillon - cortometraggio (1916)
- The Patriot, regia di William S. Hart (1916)

### 1917
- A Successful Failure, regia di Arthur Rosson - cortometraggio (1917)
- Are Witnesses Safe? (1917)
- Honest Thieves, regia di Harry C. Mathews - cortometraggio (1917)
- The Pipe of Discontent, regia di Harry C. Mathews - cortometraggio (1917)
- Love Under Cover, regia di J. Farrell MacDonald - cortometraggio (1917)
- A Noble Fraud, regia di Harry Williams - cortometraggio (1917)
- The Grab Bag Bride, regia di Ferris Hartman - cortometraggio (1917)
- Heart Strategy, regia di J. Farrell MacDonald - cortometraggio (1917)
- The Road Agent - cortometraggio (1917)
- A Male Governess, regia di John Francis Dillon - cortometraggio (1917)
- Won by a Foot - cortometraggio (1917)
- His Deadly Undertaking, regia di Harry McCoy - cortometraggio (1917)
- When Hearts Collide, regia di Robert P. Kerr - cortometraggio (1917)
- The Telephone Belle, regia di Herman C. Raymaker - cortometraggio (1917)
- Done in Oil, regia di Charles Avery - cortometraggio (1917)
- A Bachelor's Finish, regia di John Francis Dillon - cortometraggio (1917)
- The Stone Age, regia di Ferris Hartman - cortometraggio (1917)
- A Film Exposure, regia di Harry McCoy - cortometraggio (1917)
- Hobbled Hearts, regia di John Francis Dillon - cortometraggio (1917)
- Caught with the Goods, regia di Nick Cogley - cortometraggio (1917)
- A Self-Made Hero, regia di Ferris Hartman - cortometraggio (1917)
- His Rise and Tumble, regia di Harry McCoy - cortometraggio (1917)
- A Winning Loser, regia di Ferris Hartman - cortometraggio (1917)
- Her Candy Kid, regia di Charles Avery - cortometraggio (1917)
- A Tuner of Note, regia di Harry McCoy - cortometraggio (1917)
- Innocent Sinners, regia di Herman C. Raymaker - cortometraggio (1917)
- A Finished Product, regia di Reggie Morris - cortometraggio (1917)
- The Boss of the Lazy Y, regia di Clifford Smith (1917)
- The Bookworm Turns, regia di Charles Avery - cortometraggio (1917)
- A Berth Scandal, regia di John Francis Dillon - cortometraggio (1917)
- Her Finishing Touch, regia di John Francis Dillon - cortometraggio (1917)
- Her Birthday Knight, regia di Charles Avery - cortometraggio (1917)
- Petticoat Perils, regia di Reggie Morris - cortometraggio (1917)
- His Parlor Zoo, regia di Harry McCoy - cortometraggio (1917)
- Skirt Strategy, regia di Charles Avery - cortometraggio (1917)
- A Dog's Own Tale, regia di Herman C. Raymaker - cortometraggio (1917)
- His Criminal Career, regia di Ferris Hartman - cortometraggio (1917)
- A Dishonest Burglar, regia di John Francis Dillon - cortometraggio (1917)
- His One Night Stand, regia di Harry McCoy - cortometraggio (1917)
- A Laundry Clean-Up, regia di Ferris Hartman - cortometraggio (1917)
- Twin Troubles, regia di John Francis Dillon - cortometraggio (1917)
- The Camera Cure, regia di Herman C. Raymaker - cortometraggio (1917)
- Love and Fish, regia di Reggie Morris - cortometraggio (1917)
- His Social Rise, regia di Reggie Morris - cortometraggio (1917)
- The Girl and the Ring, regia di Charles Avery - cortometraggio (1917)
- Perils of the Bakery, regia di Harry McCoy - cortometraggio (1917)
- American - That's All, regia di Arthur Rosson (1917)
- Wheels and Woe, regia di John Francis Dillon - cortometraggio (1917)
- His Marriage Failure, regia di Herman C. Raymaker - cortometraggio (1917)
- Their Week Moments, regia di Harry McCoy - cortometraggio (1917)
- His Speedy Finish, regia di Reggie Morris - cortometraggio (1917)
- His Bitter Fate, regia di Harry Williams - cortometraggio (1917)
- Her Excellency, the Governor, regia di Albert Parker (1917)
- Dad's Downfall, regia di Herman C. Raymaker - cortometraggio (1917)
- The Flame of the Yukon, regia di Charles Miller (1917)
- A Janitor's Vengeance, regia di Charles Avery - cortometraggio (1917)
- His Thankless Job, regia di Reggie Morris - cortometraggio (1917)
- A Toy of Fate, regia di Harry McCoy - cortometraggio (1917)
- A Strange Transgressor, regia di Reginald Barker (1917)
- The Mother Instinct, regia di Lambert Hillyer e Roy William Neill (1917)
- The House of Scandal, regia di Charles Avery - cortometraggio (1917)
- His Sudden Rival, regia di John Francis Dillon - cortometraggio (1917)
- Sudden Jim, regia di Victor L. Schertzinger  (1917)
- His Fatal Move, regia di Reggie Morris - cortometraggio (1917)
- An Innocent Villain, regia di Harry Williams - cortometraggio (1917)
- Sole Mates, regia di Herman C. Raymaker - cortometraggio (1917)
- His Widow's Might, regia di Henry Kernan - cortometraggio (1917)
- Borrowed Plumage, regia di Raymond B. West (1917)
- The Food Gamblers, regia di Albert Parker (1917)
- His Perfect Day
- An Even Break, regia di Lambert Hillyer (1917)
- A Matrimonial Accident, regia di Charles Avery - cortometraggio (1917)
- His Cool Nerve, regia di Harry McCoy - cortometraggio (1917)
- Golden Rule Kate, regia di Reginald Barker (1917)
- A Hotel Disgrace, regia di John Francis Dillon - cortometraggio (1917)
- Wee Lady Betty, regia di Charles Miller (1917)
- His Hidden Talent, regia di Reggie Morris - cortometraggio (1917)
- A Love Case, regia di Henry Kernan - cortometraggio (1917)
- Wooden Shoes
- The Jinx Jumper (1917)
- Their Domestic Deception, regia di Harry Williams - cortometraggio (1917)
- Her Donkey Love, regia di Charles Avery - cortometraggio (1917)
- Grafters, regia di Arthur Rosson (1917)
- Master of His Home, regia di Walter Edwards (1917)
- The Man Hater, regia di Albert Parker (1917)
- Ten of Diamonds, regia di Raymond B. West (1917)
- His Foothill Folly, regia di Reggie Morris - cortometraggio (1917)
- A Fallen Star, regia di Harry McCoy - cortometraggio (1917)
- Polly Ann, regia di Charles Miller (1917)
- Idolators, regia di Walter Edwards (1917)
- A Dark Room Secret, regia di Henry Kernan - cortometraggio (1917)
- Mountain Dew, regia di Thomas N. Heffron (1917)
- His Unconscious Conscience, regia di Charles Avery (1917)
- His Baby Doll, regia di Harry Williams - cortometraggio (1917)
- The Haunted House, regia di Albert Parker (1917)
- The Devil Dodger, regia di Clifford Smith (1917)
- His Taking Ways
- Her Fickle Fortune, regia di Henry Kernan - cortometraggio (1917)
- Flying Colors, regia di Frank Borzage (1917)
- Bond of Fear
- The Tar Heel Warrior, regia di E. Mason Hopper (1917)
- His Saving Grace, regia di Harry McCoy - cortometraggio (1917)
- Caught in the End, regia di Charles Avery - cortometraggio (1917)
- Broadway Arizona, regia di Lynn Reynolds (1917)
- Half and Half, regia di Reggie Morris - cortometraggio (1917)
- Ashes of Hope, regia di Walter Edwards (1917)
- A Phantom Husband, regia di Ferris Hartman (1917)
- All at Sea - cortometraggio (1917)
- Wild Sumac, regia di William V. Mong (1917)
- Their Love Lesson - cortometraggio (1917)
- One Shot Ross, regia di Clifford Smith (1917)
- A Prairie Heiress - cortometraggio (1917)
- The Firefly of Tough Luck, regia di E. Mason Hopper (1917)
- His Busy Day - cortometraggio (1917)
- Cassidy, regia di Arthur Rosson (1917)
- A Modern Sherlock - cortometraggio (1917)
- The Stainless Barrier, regia di Thomas N. Heffron (1917)
- Their Husband - cortometraggio (1917)
- Up or Down?, regia di Lynn Reynolds (1917)
- Fighting Back, regia di Raymond Wells (1917)
- The Medicine Man, regia di Scott Pembroke (1917)
- Il turbine del passato (Indiscreet Corinne), regia di John Francis Dillon (1917)
- False to the Finish, regia di Reggie Morris - cortometraggio (1917)
- The Fuel of Life, regia di Walter Edwards (1917)
- A Case at Law, regia di Arthur Rosson (1917)
- The Regenerates, regia di E. Mason Hopper (1917)
- For Valour, regia di Albert Parker (1917)
- Until They Get Me, regia di Frank Borzage (1917)
- The Sudden Gentleman, regia di Thomas N. Heffron (1917)
- An Officer's Miss - cortometraggio (1917)
- In Wrong Right - cortometraggio (1917)
- When War Means Peace - cortometraggio (1917)
- Their Straying Feet - cortometraggio (1917)
- Fanatics, regia di Raymond Wells (1917)
- The Ship of Doom, regia di Wyndham Gittens (1917)
- The Maternal Spark, regia di Gilbert P. Hamilton (1917)
- His Bad Policy - cortometraggio (1917)
- Because of a Woman, regia di Jack Conway (1917)
- A Discordant Note
- A Counterfeit Scent, regia di Reggie Morris - cortometraggio (1917)
- A Birthday Blunder - cortometraggio (1917)
- The Gown of Destiny, regia di Lynn F. Reynolds (1917)
- His Double Flivver - cortometraggio (1917)
- Framing Framers, regia di Ferris Hartman o Henri D'Elba (1917)

### 1918
- The Red-Haired Cupid, regia di Clifford Smith (1918)
- Without Honor, regia di E. Mason Hopper (1918)
- The Man Above the Law, regia di Raymond Wells (1918)
- Matrimonial Breaker - cortometraggio (1918)
- His Day of Doom - cortometraggio (1918)
- La scelta di Betty (Betty Takes a Hand), regia di John Francis Dillon (1918)
- The Law's Outlaw, regia di Clifford Smith (1918)
- I Love You, regia di Walter Edwards (1918)
- A Straight Crook - cortometraggio (1918)
- A Marriage Not - cortometraggio (1918)
- The Price of His Head - cortometraggio (1918)
- Their Indian Uncle - cortometraggio (1918)
- The Flames of Chance, regia di Raymond Wells (1918)
- The Argument, regia di Walter Edwards (1918)
- Too Many Husbands - cortometraggio (1918)
- The Gun Woman, regia di Frank Borzage (1918)
- La vendetta del giapponese (Her American Husband), regia di E. Mason Hopper (1918)
- A Butler Bust-Up - cortometraggio (1918)
- The Hopper, regia di Thomas N. Heffron  (1918)
- Limousine Life, regia di John Francis Dillon (1918)
- A Safe Disaster - cortometraggio (1918)
- Airing Their Troubles - cortometraggio (1918)
- Real Folks, regia di Walter Edwards (1918)
- His Nine Lives - cortometraggio (1918)
- Captain of His Soul, regia di Gilbert P. Hamilton (1918)
- A Game Gambler - cortometraggio (1918)
- Their Undercover Capers - cortometraggio (1918)
- Keith of the Border, regia di Clifford Smith (1918)
- From Two to Six, regia di Albert Parker (1918)
- A Full Dress Fizzle - cortometraggio (1918)
- Little Red Decides, regia di Jack Conway (1918)
- His Nimble Twist - cortometraggio (1918)
- A Soul in Trust, regia di G.P. Hamilton (1918)
- A Coward's Courage - cortometraggio (1918)
- The Cast-Off, regia di Raymond B. West (1918)
- The Shoes That Danced, regia di Frank Borzage (1918)
- Heiress for a Day, regia di John Francis Dillon (1918)
- A Discord in 'A' Flat - cortometraggio (1918)
- Wives and Worries - cortometraggio (1918)
- The Sea Panther, regia di Thomas N. Heffron (1918)
- The Hard Rock Breed, regia di Raymond Wells (1918)
- She Didn't Do It - cortometraggio (1918)
- The Answer, regia di E. Mason Hopper (1918)
- Faith Endurin', regia di Clifford Smith (1918)
- A Social Shock Absorber - cortometraggio (1918)
- Nancy Comes Home, regia di John Francis Dillon (1918)
- Innocent's Progress, regia di Frank Borzage (1918)
- Fork Over - cortometraggio (1918)
- A Janitor's Fall - cortometraggio (1918)
- The Vortex, regia di Gilbert P. Hamilton (1918)
- The Love Brokers, regia di E. Mason Hopper (1918)
- Her Bohemian Party - cortometraggio (1918)
- A Good Elk - cortometraggio (1918)
- Who Killed Walton?, regia di Thomas N. Heffron (1918)
- The Law of the Great Northwest, regia di Raymond Wells (1918)
- The Hand at the Window, regia di Raymond Wells (1918)
- Society for Sale, regia di Frank Borzage (1918)
- The Lonely Woman, regia di Thomas N. Heffron (1918)
- Paying His Debt, regia di Clifford Smith (1918)
- An Honest Man, regia di Frank Borzage (1918)
- Wolves of the Border, regia di Clifford Smith (1918)
- Her Decision, regia di Jack Conway (1918)
- Who Is to Blame?, regia di Frank Borzage (1918)
- Old Hartwell's Cub, regia di Thomas N. Heffron (1918)
- Old Love for New, regia di Raymond Wells (1918)
- High Stakes, regia di Arthur Hoyt (1918)
- ' The Man Who Woke Up, regia di James McLaughlin (1918)
- The Last Rebel, regia di Gilbert P. Hamilton (1918)
- Madame Sphinx, regia di Thomas N. Heffron (1918)
- Station Content, regia di Arthur Hoyt (1918)
- His Enemy, the Law, regia di Raymond Wells (1918)
- You Can't Believe Everything, regia di Jack Conway (1918)
- Closin' In, regia di James McLaughlin (1918)
- The Painted Lily, regia di Thomas N. Heffron (1918)
- The Fly God, regia di Clifford Smith (1918)
- Mlle. Paulette, regia di Raymond Wells (1918)
- Everywoman's Husband, regia di Gilbert P. Hamilton (1918)
- A Good Loser, regia di Dick Donaldson (1918)
- Marked Cards, regia di Henri D'Elba (1918)
- Hell's End, regia di James McLaughlin (1918)
- False Ambition, regia di Gilbert P. Hamilton (1918)
- By Proxy, regia di Clifford Smith (1918)
- The Golden Fleece, regia di Gilbert P. Hamilton (1918)
- Beyond the Shadows, regia di James McLaughlin (1918)
- Shifting Sands, regia di Albert Parker (1918)
- The Price of Applause, regia di Thomas N. Heffron (1918)
- Alias Mary Brown, regia di Henri D'Elba e, non accreditato, William C. Dowlan (1918)
- They're Off, regia di Roy William Neill (1918)
- Cactus Crandall, regia di Clifford Smith (1918)
- The Ghost Flower, regia di Frank Borzage (1918)
- High Tide, regia di Gilbert P. Hamilton (1918)
- Wild Life, regia di Henry Otto (1918)
- Daughter Angele, regia di William C. Dowlan (1918)
- Untamed, regia di Clifford Smith (1918)
- The Mask, regia di Thomas N. Heffron (1918)
- The Secret Code, regia di Albert Parker (1918)
- Mystic Faces, regia di E. Mason Hopper (1918)
- The Atom, regia di Frank Borzage (1918)
- Desert Law, regia di Jack Conway (1918)
- The Grey Parasol, regia di Lawrence C. Windom (1918)
- Tony America, regia di Thomas N. Heffron (1918)
- The Reckoning Day, regia di Roy Clements (1918)
- The Pretender, regia di Clifford Smith (1918)
- Deuce Duncan, regia di Thomas N. Heffron (1918)
- Love's Pay Day, regia di E. Mason Hopper (1918)
- The Silent Rider, regia di Clifford Smith (1918)
- Irish Eyes, regia di William C. Dowlan (1918)
- Crown Jewels, regia di Roy Clements (1918)
- Wife or Country, regia di E. Mason Hopper - cortometraggio (1918)

### 1919
- Restless Souls, regia di William C. Dowlan (1919)
- Secret Marriage, regia di Tom Ricketts (1919)
- Child of M'sieu, regia di Harrish Ingraham (1919)
- A Wild Goose Chase, regia di Harry Beaumont (1919)
- The Railroader, regia di Colin Campbell (1919)
- It's a Bear, regia di Lawrence C. Windom (1919)
- Toton the Apache, regia di Frank Borzage (1919)
- A Royal Democrat (1919)
- A Regular Fellow, regia di Christy Cabanne (1919)
- The Little Rowdy, regia di Harry Beaumont (1919)
- La regina delle follie (The Follies Girl), regia di John Francis Dillon (1919)
- Taxi, regia di Lawrence C. Windom (1919)
- The Water Lily, regia di George Ridgwell (1919)
- The Mayor of Filbert, regia di Christy Cabanne (1919)
- The Root of Evil, regia di George Ridgwell (1919)
- Love's Prisoner, regia di John Francis Dillon (1919)
- Upside Down, regia di Lawrence C. Windom (1919)
- Prudence on Broadway, regia di Frank Borzage (1919)
- Muggsy, regia di Sherwood MacDonald (1919)
- Mistaken Identity (1919)
- One Against Many, regia di Edgar Jones (1919)
- Three Black Eyes, regia di Charles Horan (1919)

### 1922
- Oh, Mabel Behave, regia di Mack Sennett e, non accreditato, Ford Sterling (1922)